# Paso del Mar Rojo

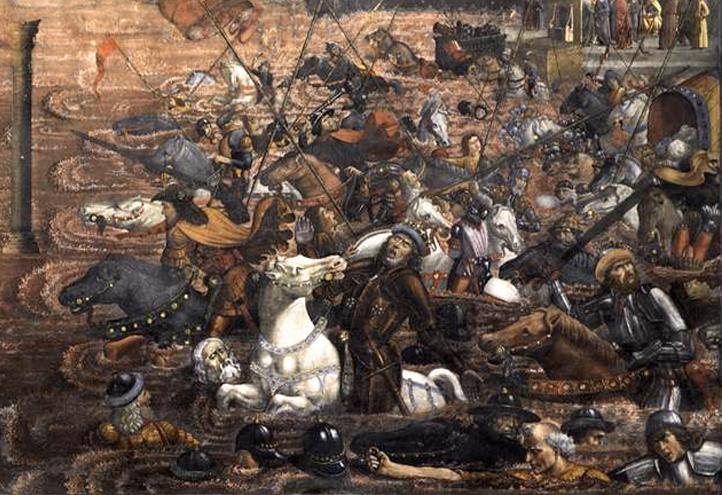
Detalle

El Paso del Mar Rojo es un fresco de atribución incierta realizado entre 1481 y 1482, que forma parte de la decoración de la Capilla Sixtina en el Vaticano. Se atribuye a Domenico Ghirlandaio, Cosimo Rosselli o Biagio d'Antonio. 

## Historia
El ciclo de frescos del siglo XV en la Capilla Sixtina fue ejecutado en gran parte entre finales de 1480 y 1482 por un equipo de artistas florentinos enviados específicamente por Lorenzo de Médici para sanar los conflictos con el Papa y confirmar la primacía artística y cultural de Florencia en la Italia de ese momento. Participaron a la empresa Sandro Botticelli, Domenico Ghirlandaio y Cosimo Rosselli, que se unieron a Perugino, florentino "por adopción", probablemente ya a Roma. Cada uno de ellos tenía numerosos ayudantes, entre los que más tarde se destacarían algunos maestros de primer orden, como Pinturicchio, Filippino Lippi, Piero de Cosimo. Más tarde se incorporó también Luca Signorelli, que sustituyó Perugino que había dejado Roma.
La decoración establecía un paralelismo entre las Historias de Moisés (pared derecha) y las Historias de Cristo (pared izquierda), narrando la transposición de la ley divina de las Tablas de la Ley a la figura de Cristo y de estas, a través del episodio clave de la Entrega de las llaves a san Pedro y sus descendientes, es decir, al propio Pontífice. Por lo tanto, era una reafirmación del fundamento y la sacralidad del poder papal, con referencias explícitas también a quienes se atrevían a contradecirlo (evidente en la escena del Castigo de los rebeldes).
La escena del Paso del Mar Rojo es una de las más difíciles de atribuir al ciclo: algunos han mencionado el nombre de Ghirlandaio, activo después de todo en solo dos escenas, pero el estilo se asemeja más al de Cosimo Rosselli y a su asistente Biagio d'Antonio.

## Descripción y estilo
La escena forma parte de las Historias de Moisés y, como otras del ciclo, muestra varios episodios a la vez. La secuencia comienza al fondo a la derecha, donde Moisés y Aarón suplican al faraón que libere al pueblo de Israel. Después de que Dios envía diez plagas contra Egipto, el Faraón finalmente se rinde, pero también decide perseguirlos  con su ejército. Al llegar al Mar Rojo, los israelitas fueron testigos de la milagrosa apertura de las aguas para su paso, pero cuando el ejército perseguidor estaba a punto de cruzar, las aguas se cerraron tragándose a las tropas. Este episodio está representado en el primer plano de la derecha, donde las aguas "rojas" han envuelto a los soldados, atrapándolos en varias actitudes que expresan su consternación con diversos grados de intensidad: desde el grito del Faraón en el centro, el más exasperado de la escena, hasta el intento más tranquilo de nadar y llegar a la otra orilla por las cabezas en el primer plano. La riqueza de los adornos y las líneas curvas crea un efecto confuso, dentado y borroso, que se une bien al carácter agitado de la escena, haciendo difícil distinguir claramente cada tema.
Frente al ejército se ve una columna suspendida misteriosamente sobre las aguas: es la representación de la columna de fuego que Dios envió al ejército enemigo para asustarlo.

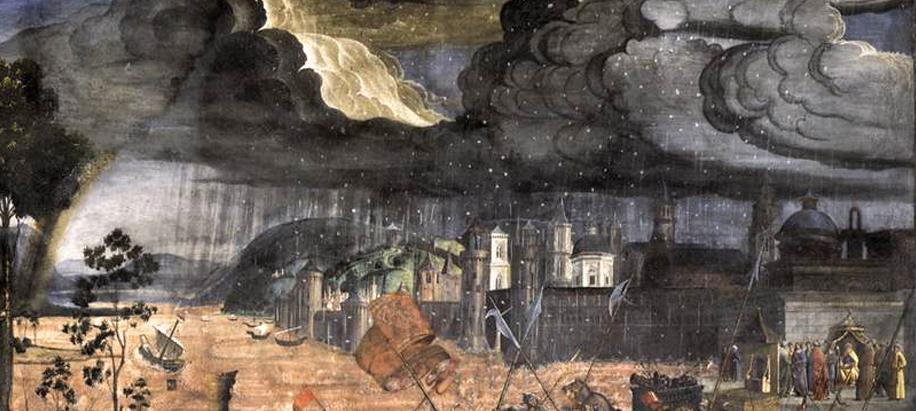
La tormenta

Mientras tanto, Dios golpea a la ciudad egipcia con una inundación, representada como una ruinosa tormenta de granizo. La notación atmosférica, poco frecuente en la producción artística del siglo XV, se traduce con eficacia, por ejemplo, en las sombrías sombras que proyectan las nubes sobre la ciudad y en los remolinos de nubes en los que los rayos del sol se proyectan ya en el centro, anunciando el fin del tormento una vez salvado el pueblo de Israel. De hecho, también aparece un arco iris, que no es muy visible hoy en día. El modelo de referencia más directo que se ofrece en la realización de tal efecto es el Martirio de san Marco de Fra Angélico, de la predela en el Tabernáculo de los lineros  y algunas representaciones de nubes en las diversas versiones de San Jorge y el dragón de Paolo Uccello.
A la izquierda, el pueblo de Israel, liderado por el joven Moisés con su típica túnica amarilla y su capa verde y bastón de mando en la mano, acaba de cruzar el Mar Rojo. Entre los personajes a la derecha de Moisés se reconoce al Cardenal Bessarión con manto rojo y blanco y un relicario en la mano. La certeza de su salvación es atestiguada por algunas actividades lúdicas, como el sonido de un instrumento de cuerda de la profetisa Miriam en primer plano, que eleva un canto de agradecimiento a Dios. Continúan su viaje desapareciendo en la distancia a la izquierda, con una lenta procesión puntuada por detalles naturalistas, como el perrito en primer plano, que parece recordar la Cappella dei Magi de Benozzo Gozzoli .